# تسلسل زمني لتاريخ كندا

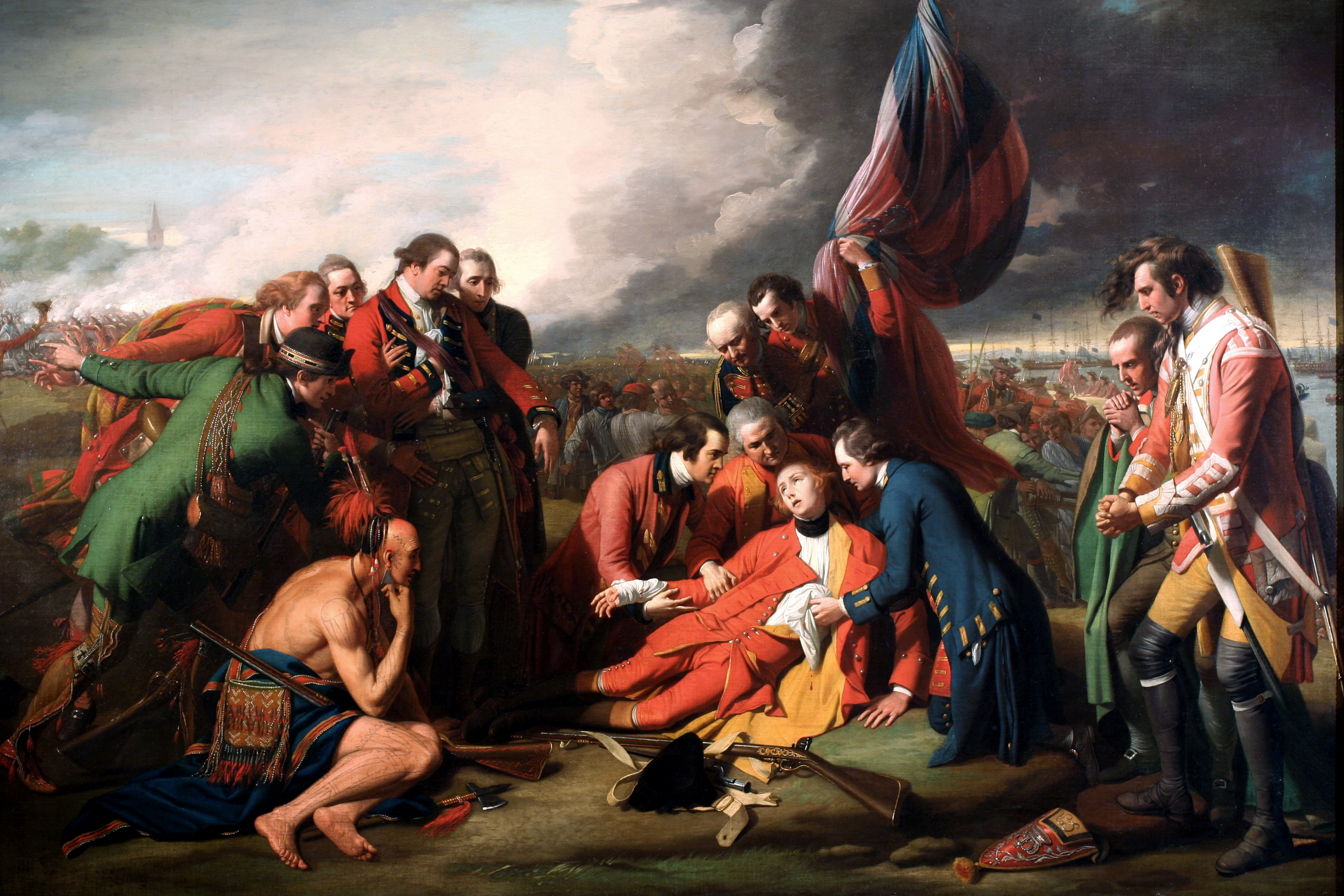

## الفترة المبكرة القديمة
| التاريخ     | الحدث |
| ----------- | --- |
| 40،000 ق.م. | هاجر صيادي ما قبل التاريخ من أسيا إلى شمالي أمريكا عبر جسر مضيق بيرنغ.                                                                        |
| 18،000 ق.م. | خلال العصر الجليدي، هاجر أوروبيو ما قبل التاريخ عبر المحيط الأطلنطي، والذي كان متجمدا، ليستوطنوا نوفا سكوشيا الحالية. لم يبق اثر لمستعمراتهم. |
| 8،000 ق.م.  | نهاية العصر الجليدي. المياه تغطي جسر مضيق بيرنغ.                                                                                              |
| 5،200 ق.م.  | عاش شعب الستوؤلو حول نهر فرايزر بالقرب من مدينة ميشين في كولومبيا البريطانية.                                                                 |
| 5،000 ق.م.  | انتشر استيطان السكان الاصليين ووصلوا إلى شمالي أونتاريو وجنوب شرق كيبيك.                                                                      |
| 3،500 ق.م.  | بدء، في جنوب غرب يوكان الكندية، استعمال اسنان البيفر كأسلوب لتشكيل الخشب                                                                      |
| 2،700 ق.م.  | بدء استعمال الأدوات النحاسية من منجم في وسكنسن حول بحيرة سوبريور.                                                                             |
| 1،900 ق.م.  | ظهر شعب الطلاء الأحمر الذين عاشوا في ماين رشوا اوكسيد الرصاص الأحمر اللون على موتاهم وعلى اضحيتهم.                                            |
| 1،600 ق.م.  | بدء شعب النحدرات الجليدية بدفن أموتهم في التلال البحصية في ايلينوز، ويسكونسن، أوهايو، انديانا، ميشيغن واونتاريو.                              |
| 1،400 ق.م.  | بدء دفن منحوتات حيوانات وطيور، وأواني ثمينة ومفيدة في مدافن بورت أو شوا.                                                                      |
| 1،100 ق.م.  | بدء صيادي الغابات في الشرق استعمال قوارب الكانو النهري في البحث على طرائدهم. وهذا سمح لهم بالوصول إلى غابات جديدة.                            |
| 700 ق.م.    | وصلت الحضارة في بوفرتي بوينت في لويزيانا إلى الذروة واستوردت المواد من أماكن بعيدة مثل البحيرات الكبرى وجبال ابالاشيان.                       |
| 500 ق.م.    | بدء ازدهار الشعب الذي استوطن الساحل الشمالي الغربي.                                                                                           |

## الفترة المبكرة الحديثة
| التاريخ | الحدث |
| ------- | --- |
| 175     | قرابين الدافن أصبحت متطورة نسبيا في هضاب ماوندز في ميشيغن. استيراد المواد من أماكن بعيدة تدل على ازدهار التجارة في هذه الحقبة. |
| 500     | وصول شعب ثول إلى ألاسكا. |
| 550     | بدء شعب الغابات بتشكيل مدافنهن على هيئة الطيور والحيوانات.                                                                     |
| 985     | بدء استوطان الإسكندنافيين بقيادة ليف اريكسون ابن ايريك الأحمر، مناطق شمالي اميريكا وتعامل مع الاسكيمو وشعوب بوثوكس وميكماك.    |
| 1000    | وصل شعب ثول إلى نونافوت. كما وصل ليف اريكسون إلى لانز او ميدوس في نيوفنلند الحالية.                                            |
| 1007    | غودريد تلد أول طفل أوروبي في شمال أميريكا سمي سنوري.                                                                           |
| 1014    | تأسيس أول مستوطنة أوروبية في شمال اميركا في لانز او ميدوس.                                                                     |
| 1450    | تؤلف الايركواز الرابطة العظمى للسلام والسلطة.                                                                                  |

## فترة الاستكشافات الأوروبية
| التاريخ | الحدث |
| ------- | --- |
| 1492    | وصول كريستوفر كولومبوس إلى كواناهاني، أي جزيرة سان سالفادور في الباهاما الحالية. يلتقي شعبي أرواك وتاينو معتقدا وصوله إلى الهند فأسماهم الهنود.                    |
| 1494    | اتفاقية تورديسيلاس تقسم المستوطنات العالمية بين إسبانيا والبرتغال.                                                                                                 |
| 1497    | يستكشف الإيطاليان جون وسيباستيان كابوت الساحل الشرقي لشمالي اميركا لحساب الإنكليز. ويخطفان ثلاثة رجال من ميكماك. يعلن حون كابوت منطقة نيوفاونلاند كملكية إنكليزية. |
| 1498    | يقوم جون كابوت برحلة ثانية لشمال أمريكا للبحث عن طريق جديدة للهند فيزور مناطق لابرادور ونيو برونزويك ونوفا سكوشيا وتاجر بالفرو مع الميكماك.                        |
| 1500    | الأمراض الأوروبية تقتل السكان الاصليين لعدم مناعتهم لهذه الأمراض.                                                                                                  |
| 1521    | يؤسس البرتغالي جوا الفريس فاكوندس أول مستعمرة أوروبية في جزيرة كاب بريتون. وفشلت في عام 1526.                                                                      |
| 1523    | قام جيوفاني دا فيرازانو برحلة استكشاف الساخل الاطلنطي لحساب فرنسا ويلتقي قبائل وامبانواغ وناراكانسيت وديلوير الهندية.                                              |
| 1530    | استكشف الفرنسي جاك كارتيير مناطق نهر سان لورنس معلنا هذه الاراضي ملكية فرنسية.                                                                                     |
| 1534    | المستكشف الفرنسي كارتيير يتصل بقبائل تتكلم اللغة الاوركواس. |
| 1541    | يبحر كارتتير إلى الشمال ويلتقي بقرى الاركواس في ستاداكونا (مونتريال) وهوشيلالكا (كيبيك سيتي).                                                                      |
| 1542    | خوان رودريغز كابريلو وبرتولومي فيريلو يستكشفان سواحل كاليفورنيا وأوريغون.                                                                                          |
| 1550    | كارتيير يفقد اندفاعه ويترك استكشافاته لعدم حصوله على الذهب. |
| 1564    | رينيه دو لودونيير يؤسس مستوطنة فرنسية على نهر سانت جون في فلوريدا. الرسام الفرنسي جاك لومن يرسم أول لوحات أوروبية عن الهنود.                                       |
| 1565    | يطرد الأسبان الفرنسيين من فلوريدا. |
| 1575    | يتابع مارتن فروبيشر محاولته الفاشلة في ايجاد ممر شمالي غربي جديد نحو الهند.                                                                                        |
| 1576    | يقوم الإنكليزي مارتن فروبيشر بمحاولة استكشاف الممر الشمالي إلى الهند فوصل إلى مضيق هدسون. ولم يكن اكتشافه للذهب مفيدا. ويلتقي بقبائل الاسكيمو.                     |
| 1579    | يعلن المستكشف البريطاني فرانسيس درايك مناطق كاليفورنيا ملك الملكة اليصابات الأولى.                                                                                 |

## فترة فرنسا الجديدة
| التاريخ | الحدث |
| ------- | --- |
| 1583    | يعلن السير همفري جيلبيرت منطقة نيوفنلند أول مستعمرة إنكليزية. |
| 1585    | يؤسس السير والتر رالي مستعمرة على جزيرة روانوكي والتي أصبحت فيرجينيا. |
| 1588    | مشاركة اسطول الصيادين الإنكليزي في دحر الاسطول الأسباني يؤخر ابحاره باتجاه باتجاه نيوفنلند. |
| 1591    | اكشف جون وايت اختفاء المستعمرات في جزيرة روانوك. |
| 1599    | يصل الفرنسي سامويل شامبلاين ويتبعه المرسلين الكاثوليكين. |
| 1600    | يستوطن ما يقارب 250،000 مواطن من الانويت في كل كندا. |
| 1603    | يتواصل سامويل دو شامبلاين مع الكونكوين الاروكوين. فرنسا تعطي سور دو مونت حق احتكار تجارة الفرو في كل الاراضي الواقعة بين خطي الطول 40 و 46 درجة فيؤسس مستعمرات في أكاديا (نوفا سكوشيا) وكيبيك سيتي على نهر سانت لورنس. |
| 1605    | يتحول زعيم ميماك إلى الكاثوليكية ويرحب بالأوروبيين ويعقد تحالف مع الفاتيكان. |
| 1606    | يسافر ماتيو دو كوستا باتجاه بورت رويال ويقوم بالترجمة بين قبائل ميكماك والفرنسيين. |
| 1607    | ينشيء الإنكليز مستعمرات في جايمستاون وفيرجينيا بأمرة جون سميث (مستكشف إنكليزي ويؤسس لاتصال متواصل مع اتحاد بوهاتان. |
| 1608    | يتحالف شامبلاين مع قبائل الكونكوان والهورون الذين يمدوه بالفراء. هذا يجلب عداء قبائل ايريكوان المعادين للهورون وموردي الفراء للهولنديين. 3 يوليو: تأسيس مدينة كيبيك كموقع تجاري للفراء وبالتالي أصبحت أول مستعمرة أوروبية دائمة. |
| 1609    | يدعم شامبلاين الكونكين ضد الاروكوا في معركة بحيرة شامبلاين. |
| 1610    | يحاول الإنكليزي هنري هدسون البحث عن طريق جديد للهند لحساب الهولنديين فيكتشف نهر وخليج هدسون. هنود مانهاتن يهاجمون سفنه يتواصل هنود ماهيكن معه ويقدون صفقات بيع فرو مهمة. ايتيان برول يعيش مع قبائل هورون ويستكشف بحيرة اونتاريو وبحيرة هرون وبحيرة سوبيريور.                                                                                       |
| 1611    | ينشيء شامبلاين موقع تجاري في مونتريال. |
| 1613    | امناواشات بين الفرنسيين وقبائل ميكماك وبانتيجة تنقرض قبائل بوثك بعد معارك مع قبائل ميكماك بالرغم من دعم الفرنسيين لهم. طرد بورت رويال من فيرجينيا. تأسيس موقع سانت جونز في نيوفنلند. |
| 1614    | يصل اخوة الفرنسيسكيين لنشر مبادئهم بين الهنود. |
| 1615    | وصول المرسلين الكاثوليك الفرنسيين إلى كندا. |
| 1616    | انتشار الجدري منطقة نيو انكلند. واستمر ختي سنة 1620 |
| 1617    | لويس هيبيرت يحضر عائلته إلى كندا ليصبح أو مستوطن أوروبي استوطن مع عائلته. |
| 1621    | تأسيس شركة غرب الهند الهولندية. منح الملك الإنكليزي جايمس الأول منطقة أكاديا إلى السير ويليام الكسندر والذي سماها سكوتلندا الجديدة (نوفا سكوشيا). |
| 1625    | اعلان بارونيتية نوفا سكوشيا. بدء الفرنسيين في استيطان الويست انديز وصدروا السكر والتبغ. تشجيع الصيادين والتجار على الهجرة إلى كندا بدء اليسوعيين في التبشير في كندا يؤسس جان دو بربوف مراكز تبشيرية في هورونيا بقري خليج جورجيان |
| 1626    | اشترى بيتر مينوي، حاكم هولندا الجديدة، جزيرة مانهاتن من قبائل كانارسي بقيمة 30 جيلد بضائع. |
| 1627    | يمنح الملك لويس الثالث عشر جماعة من التجار الفرنسيين حقوق احتكار تجار الفرو في خليج سانت لورنس. إنشاء شركة نيو فرانس أو ما عرفت بشركة المئة مشارك، |
| 1628    | اوليفير لو جون من مدغشقر، يصل كندا بعمر 8 سنوات ليكون أول عبد أفريقي يعيش معظم حياته في كندا. |
| 1629    | احتل الاسطول الإنكليزي مدينة كيبيك بقيادة دافيد كيرك. |
| 1631    | بناء حصن فورت لا تور. |
| 1632    | تخسر انكلترا منطقة اكاديا بعد أن حصلت عليها فرنسا بموجب اتفاقية سان جيرمان ان لاين. بداء المستوطنون الهولنديون بتوسعت مزارعهم. |
| 1633    | يتأمر الفرنسيين والإنكليز على القضاء على شعب البوثوك المعروفين بالهنود الحمر لاستعمالهم اوكسيد الرصاص الأحمر في دهن اجسادهم. |
| 1634    | وصول أول دفعات فيل دو روا (فتيات الملك) لتزويجهم للرجال المستوطنين. نقص عدد سكان الهورون إلى النصف بسبب امراض الجدري. تأسيس مركز تروا ريفيير التجاري |
| 1636    | حرب بيكوت في نيو انكلند ضد الإنكليز. |
| 1939    | وصول راهبات اورسولين لتعليم البنات. موت نصف سكان الهورون إلى النصف بسبب مرض الجدري. يصدر الحاكم الهولندي قرار بقتل الهنود المشاغبين وفرض الضرائب على الباقين. يشجع الهولنديين بقيام المجازر في بافونا. تأسيس ارسالية اليسوعيين عند قبائل الهورون.                                                                                                  |
| 1640    | مقتل فرانسواز ماري جاكلين بعد خيانتها عند دفاعها عن فورت لاتور. بدء حروب البيفر والاوتر التي استغرقت 10 سنين. اكتشاف بحيرة اييري. |
| 1642    | 17 مايو: انشء سيور دي مايسونوف مستعمرة تجارية في مونتريال. |
| 1643    | نصب أول شليب في مونت رويال (الجبل الملكي). |
| 1644    | يؤسس جيان مانس أول مستشفى أوتيل ديو (فندق الله). |
| 1645    | إنشاء مستوطنة فرنسية في سانت لورانس. |
| 1648    | تقوم الايركوا بدحر الهورون إلى الشمال ثم يهاجمون نيو فرانس. |
| 1649    | بتشجيع من الإنكليز الذين يريدون توسيع مناطق صيدهم، يشن قبائل الهودونيس (من قبائل الاوركوا) الحرب على الهورون (1649) وتوباكو (1649) ونيوترالز (1650) واييري (1653) واوتاوا (1660). مقتل الاب اليسوعي جان دو بريبوف. |
| 1650    | الفرنسيين يحمون من نجا من الهورون. |
| 1653    | وصول أول مدرسة قرنسية إلى منتريال. وصول أول طبيب إلى فيل ماري. |
| 1654    | يستولي روبرت سيدكويك على بورت رويال. يؤسس بيير ايسبيري راديسون شركة خليج هدسون. |
| 1658    | تأسيس أول دار راهبات في شمال أمريكا. |
| 1660    | يستغل الحاكم الهولندي الأطفال الهنود كرهائن ثم يبيعهم كغبيد في المناطق الكاريبية. قانون إنكليزي يحرم التعامل مع المستوطنات الإنكليزية. |
| 1663    | التاج الملكي الفرنسي يتحكم بكندا بشكل مباشر وتصبح مقاطعة ملكية. ويعين حاكمين: عسكري ومدني يتمركزان في مدينة كيبيك ويؤتمران من باريس مباشرة. وصل عدد سكان نيو فرانس إلى 2000 نسمة. تاسيس الكلية اللهوتية في لافال التس ستصبح جامعة لافال. |
| 1664    | يحتل الإنكليز جزيرة نيو امستردام ويسمونها نيويورك. هانس برنهارد أول ألماني يهاجر إلى كندا. |
| 1665    | جان تالون يتولى حكم فرنسا الجديدة. وصول الحدات العسكرية الفرنسية. |
| 1666    | تدمر الوحدات الفرنسية خمس قرى لقبائل الموهوك مما ينتج سلام بين الفرنسسيين والاوركوا. |
| 1670    | يصدر تشارلز الثاني امر بتوثيق شركة خليج هدسون ويعطيها حقوق التجارة كل المناطق حول خليج هدسون. |
| 1671    | اعلان مناطق البحيرات الكبرى مناطق تابعة للملك الفرنسي لويس الرابع عشر. |
| 1674    | اعلان لافال أول ابرشية في كيبيك. |
| 1686    | يوقع الملكان الفرنسي والإنكليزي على معاهدة حياد تعطي سانت جون وبورت رويال إلى الفرنسيين. |
| 1689    | بدء معارك بين الفرنسيين والإنكليز للسيطرة على شمال أمريكا فيما ما عرف بحروب الملك ويليام. |
| 1689    | معركة بين الايركوا والفرنسيين ادت إلى مقتل العديد من الفرنسيين في لاشان. |
| 1696    | انهيار تجارة الفراء بسبب تغير في الأزياء مما حول الاهتمام نحو الزراعة. |
| 1697    | عقد معاهدة الشلام في ريسوك يثبت الوضع القائم ويعيد اكاديا للفرنسيين. |
| 1700    | حدوث زلزال كاسكاديا. |
| 1701    | توقيع معاهدة صلح مع اتخاد ابركو بدء حروب الوراثة الأسبانية وانتقال اثارها إلى أمريكا الشمالية. |
| 1702    | انهيار معاهدة ريسوك وخسارة فرنسا لمعظم اراضيها في أمريكا الشمالية لبريطانية. |
| 1710    | يستعيد الإنكليز مقاطعة اكاديا ويسمونها نوفا سكوشيا. تستقبل الملكة أن ثلاثة زعماء من الموهوك وزعيم من الماهيكان وتسميهم اربع ملوك من العالم الجديد. |
| 1713    | فرنسا تتخلى عن نيوفاوندلند ومنطقة خليج هدسون بعد اتفاقية اوترخت. وتحتفظ بجزيرتي كاب بريتون وايل سان جون (جزيرو برنس ادة ارد الحالية). |
| 1717    | فرنسا تشيد حصن كامينيستكوا على البحيرات الكبرى. |
| 1720    | فرنسا تشيد حصن لويسبورغ على جزيرة كايب بريتون. |
| 1722    | تنضم قبيلة توسكارورا إلى تحالف الاريكواس. |
| 1734    | شب حريق متعمد دمر نصف مدينة مونتريال. |
| 1739    | وصل تعداد نيو فرانس إلى 42’801 نسمة. |
| 1744    | فرنسا تعلن الحري على الإنكليز. عقد معاهدة لانكاستر بين الاوكواس والإنكليز. |
| 1746    | انتشار مرض التيفوئيد بين شعب ميكماك في نوفا سكوشيا. إرسال وحدات فرنسية لاسترجاع نوفا سكوشيا تبوء يالفشل. |
| 1748    | تستعيد فرنسا لويسبورغ وجزيرة ايل سان جان بعد مهاهدة اي لا شابيل. |
| 1749    | إنشاء موقه هاليفاكس من قبل الإنكليز في نوفا سكوشيا لمواجهة الفرنسيين في لويزبورج. |
| 1750    | وصول الهاجرين الالملن إلى هاليفاكس. |
| 1752    | تعتمد الامبراطورية البريطانية التقويم الغريغوري. |
| 1755    | بدء الطرد الكبير حيث طرد الإنكليز كل الفرنسيين من اكاديا ونزحوا جنوبا نحو لويزيانا. |
| 1756    | قوة من 300 مقاتل كندي تحتل فورت بول. وصول كونت مونتكالم إلى كندا مع 1400 مقاتل. مونتكالم يحتل حصن فورت اوسيواغا. مونتكالم يصبح قائد القوى الفرنسية في شمال اميركا. |
| 1757    | 17 مارس: القوات الفرنسية والهندية تدمر حصن فورت ويليام-هنري. 30 يوليو: يستسم الحصن. |
| 1758    | 8 يوليو: يقود الجنرال ابركرومبي هجوم ضخم فاشل ضد الكنديين والهنود المدافعين عن حصن فورت تيكونديركا. 27 يوليو: يستولي البريطانيين على لويسبيرغ بعد حصار مرير. 25 أغسطس: كولونيل برادستريت يحرق حصن فورت فرونتيناك (كينغستون الحالية). 2 أكتوبر: عقد أول جلسة لاول مجلس تشريعي كندي في نوفا سكوشيا. يبداء الإنكليز بالاستلاء على كل الحصون الفرنسية. |
| 1759    | معارك مختلفة بين الإنكليز والفرنسيين الذين يخسرون معظمها. . معركة سهول ابراهام تنتهي بسقوط مدينة كيبيك في ايدي الإنكليز. 18 سبتمبر: الإنكليز يسيطرون على مدينة كيبيك. يدعو حاكم نوفا سكشيا سكان نيو انكلند للعيش في مناطقه. |
| 1760    | الإنكليز يحتلون مونتريال. البريطانيين يدمرن حصن لويسبيرغ. جيفري امهرست يقطي على الهنود بتوزيعه اغطية مليئة بمرض الجدري. تعيين جايمس موراي أول حاكم عسكري لكيبيك. |

## فترة السيطرة البريطانية
| التاريخ | الحدث |
| ------- | --- |
| 1761    | 6 أكتوبر: الملك جورج الثالث يعين وليم بت حاكم كندا. اعلان حالة الطوارئ في كندا. |
| 1762    | بموجب معاهدة السلم، سيطرت بريطانيا على معظم شمالي اميركا بما فيها كندا، اكاديا، جزر كايب بريتون. |
| 1763    | بدء ثورة بونتياك. اعادة تسمية منطقة "كندا السفلى" إلى "مقاطعة كيبيك". معاهدة باريس تعطي كل كندا إلى البريطانيين ما عدا سانت بيير وميكيلون. 11 أبريل: تسمح بريطانيا بحرية المعتقد في كندا. 7 ديسمبر: الطلب من كل كندي اعلان الولاء. |
| 1764    | تقسيم كندا إلى منطقتي قضائيتين، واحدة تابعة لمونتريال والأخرى تابعة لمدينة كيبيك. إلغاء حالة الطواريء. |
| 1765    | 18 مايو: حريق يدمر ربع مدينة مونتريال. بدء العمل بنطام المحميات الهندية. |
| 1769    | فصل جزيرة الأمير ادوارد عن نوفا سكوسيا. |
| 1771    | حدوث مجزرة بلودي فولز حيث قتل رجال من قبيلة تشيبويان مجموعة من شعب [اينويت] في المناطق الشمالية الغربية. كابتن كوك ينهي رحلته حو العالم. |
| 1772    | جايمس كوك وجورج فانكوفر يستكشفان الساحل الشمالي الغربي لأمريكا بدء وصول المهاجرين من يوركشاير. |
| 1774    | صدور قانون كيبيك الذي فرض القانون الجنائي البريطاني والقانون المدني الفرنسي، وسع اراضي كندا، والزم الولاء على الاقطاعيين ورجال الدين وضمن حرية المعتقد وكان السبب في بدء الثورة الاميركية. |
| 1775    | 19 أبريل: بدء الثورة الاميركية في لكسينغتون. محاولة فاشلة لشمل كندا بالثورة. |
| 1776    | انتقال موالي الامبراطورية المتحدة إلى كندا العليا. 29 أبريل/ بنجامين فرانكلين يدعوا الكنديين للالتحاق بالثورة لكنهم يرفضون ويعتبروه معادي. 4 يوليو: اعلان استقلال المستعمرات الاميركية عن الحكم البريطاني. تصمد مدينة كيبيك بوجه حصار اميريكي. |
| 1777    | يعتمد المجلس الكندي القانون التجاري البريطاني. |
| 1778    | كابتن كوك يعلن جزيرة فانكوفر ملكية بريطانية. |
| 1780    | اسودت السماء في كندا ونيو انكلند ولم يعرف السبب للان. إنشاء الكويكرز أول طرق تهريب العبيد للحرية إلى كندا. |
| 1783    | 5000 اسود اميريكي ينتقلون شمالا ليعيشوا في كيبيك، ماريتيمس، وانتاريو بسبب ولاءهم للبريطانيين. تعيين أول شرطية انثى كندية وهي روز فورتشون. الاتفاق على خط الحدود بين كندا واميركا ما بين المحيط الاطلنطي وحتى بحيرو وود. ألمانيو بنسيلفانيا ينتقلون إلى جنوب غرب اونتاريو. |
| 1784    | إنشاء نيو برونسويك بقرار ملكي بفصلها عن نوفا سكوشيا. |
| 1785    | اعتبار سان جونس في نيو برونسويك كمدينة. إنشاء كنيسة موهوك بالقرب من برانتفورد وتعتبر أقدم كنيسة في أونتاريو. شراء تورنتو. |
| 1789    | بدء الثورة الفرنسية. |
| 1791    | قانون 1791 يقسم كيبيك إلى قسمين: كندا السفلى بأكثرية فرنسية وتعداد 160,000 نسمة، وكندا العليا بأكثرية إنكليزية بتعداد 14,000 نسمة. |
| 1793    | 9 يوليو: تمرير قرار منع العبودية في كندا العليا. |
| 1799    | هانسوم لايك، رئيس قبيلة سينيكا، ينشئ ديانة لونغهاوس. |
| 1812    | 18 يونيو: تعلن الولايات المتحدة الحرب على بريطانيا. 11 يوليو: ويليام هال الاميريكي يغزو كندا من ناحية ديترويت.16 اغشطس: ايساق بروك البريطاني يحتل ديترويت. يفرض مجلس فيرمونت التشريعي غرامة 1000$ على اي شخص يتصل بالكنديين. القوات الاميركية تتراجع بعد معركة كوينستون هايتس الذي شارك بها البريطانيين والهنود والسود.25 أكتوبر: حصلت معركة سانت ريجيز. |
| 1813    | 7 فبراير: حصول معركة اليزابيثتاون. 7 فبراير: مناواشات لاكول. 27 أبريل: الاميركيين يحتلون ويحرقون يورك في انتاريو. 5 مايو: الاميركيين يحتلون حصن فورت جورج بعد معركة مثيرة.6 يونيو: انتصار الكنديين في معركة ستوني غرين ضد الاميركيين. 23 يونيو: انتصار الكنديين في معركة بيفر دام. 10 سبتمبر: انتصار الاميركيين في معركة بوت-ان-باي. 5 أكتوبر: انتصار الاميركيين في معركة ثايمس ومقتل زعيم قبيلة تيكوميش المؤيد للبريطانيين. 25 أكتوبر: انتصار الكنديين في معركة شاتوغواي الذي خاضها بمعظمها الكنديين الفرنسيين. 11 نوفمبر: انتصار الكنديين في معركة كرايسلر فارم.                                                    |
| 1814    | 6 مايو: يحرق البريطانيين حصن فورت اوسويغو على بحيرة اونتاريو. 5 يوليو: انتصار الاميركيين في معركة تشيباوا. 25 يوليو: معركة لونديز لاين الدموية.1 أغسطس: حصار البريطانيين لحصن فورت ايري الطويل. 11 أغسطس: معركة لايك شامبلاين الذي مانت اخر محاولات غزو الولايات الشمالية. يستولي الجنرال روس على واشنطن العاصمة.5 نوفمبر: سقوط حصت ايري بيد البريطانيين بعد انسحاب الاميركيين منها لنقص في الإمدادات. 22 ديسمبر: توقيع معاهدة التجارة في غينت بين الولايات المتحدة وبريطانيا والتي تنهي حرب 1812. |
| 1815    | بدء الهجرة الكندية العظمى من أوروبا باتجاه كندا. |
| 1816    | 19 يونيو: معركة سفن اوكس حيث قتل الميتي حاكم مستعمرة ريد ريفر بسبب مضايقاته. |
| 1817    | مجاعة في نبوفاونلاد بسبب الضائقة الاقتصادية التي سببتها الحرب. أبريل: اتفاقية روش-باغوت التي تحدد عدد السفن العسكرية في البحيرات الكبرى بثمانية. |
| 1818    | تحديد خط 49 متوازي كخط الفصل بين حدود كندا واميركا من بحيرة لايك اوف وودز وحتى جبال الروكي. |
| 1819    | ضم جزيرة كايب بريتون لنوفا سكوشيا. |
| 1825    | 2 يناير: احتراق مبنى البرلمان في تورونتو. 27 يونيو:تأسيس شركة كندا البريطانية لتشجيع الاستيطان في كندا العليا. انتهاء من بناء القناة بين بافالو ونهر هادسون إلى مدينة نيويورك مما يدفع الكنديين في استعجال بناء القناة بين مونتريال وتورونتو. يجلب بيتر روبنسون 2000 فقير من أيرلندا ليستوطنوا منطقة بيتربورو في اونتاريو. |
| 1827    | 15 مارس:تاسيس جامعة تورنتو. تأسيس أول جمعية للزاهدين في مونتريال التي تدعو لتجنب تناول الخمر. تاتي الانتخابات لصالح بارتي باتريوت المعارض لبريطانيا. 87,000 كندي من كندا السفلى يوقعون على عريضة ضد مضايقات حزب شاتو كليك المسيطر على الحكم. |
| 1830    | تقسيم كندا إلى مقاطعات. |
| 1831    | قرار بإنشاء أول سكة حديد بين لابريري في كيبيك وسانت جونز. توقيع عريضة ضخمة تطالب الملك باحداث إصلاحات. حصول اليهود على كافة الحقوق المواطنية. |
| 1832    | مارس: محاولة اغتيال ويليام ليون ماكنزي بعد طرده واعادته إلى المجلس التشريعي ومطالبة الملك بامتياوات أكثر للمجلس التشريعي. 30 مارس:تأسيس بنك نوفا سكوشا.21 مايو: اضطرابات في مونتريال بسبب الانتخابات. يونيو: انتشار مرض الكوليرا التي جلبها المهاجرون ومقتل 7،800 كندي فرنسي بسبب الوباء. نوفمبر: الانتخابات العامة في نيوفنلند. اجتماع في تورنتو يطالب في ضم مقاطعة مونتريال إلى كندا العليا. افتتاح قناة ريدو بعد ست سنوات من الإنشاء. |
| 1834    | يناير: الملك يرفض فكرة انتخاب المجلش التشريعي ويحافظ على فكرة التعيين تماشيا مع تقاليد الملك لكنه يوافق على إعطاء المجلس استقلاليته. 23 يناير: احتراق قلعة سانت لويس في كيبيك. فبراير: تمرير 92 قرار في المجلس التشريعي الذي قرر إصلاحات في الحكم. 6 مارس: اعلان يورك كمدينة باسم تورونتو. 8 مارس:تأسيس جمعية سانت جان بابتيست في كيبيك التي تداف عن فرانكوفونية كيبيك وتحاول الحصول على الاستقلال.31 يوليو: تحريم العبودية في الامبراطورية البريطانية ومنها كندا. اعتبار 1 أغسطس يوم التحرير في وندسور. بابينو يعلن العصيان المدني بتشجع الكنديين الفرنسيين على عدم شراء البضائع البريطانية واستبدال العملات بالذهب. |
| 1836    | افتتاح أول خط سكة حديدية كندية بين سانت جونز ولا بريري. الحاكم العام يلغي البرلمان ويدعو للانتخابات. |
| 1837    | مخاولات بريطانيا لتوحيد الكنديتين تؤدي إلى ثورات في المنطقتين التي تفشل في طرد النخبة ومشاركة الميليشيا السوداء في قمع الثورات. 31 يوليو: اعلان عن اصلاحيي تورنتو. حرق تمثال للحاكم العام. 23 نوفمبر: الوطنيون الفرنسيون يدحرون البريطانيين في سان دنيس. 25 نوفمبر: البريطاننين يهزمون الوطنيين في سان شارل ويعودون لاحراق سان دنيس. 16 ديسمبر: ويليام ليون ماكنزي يعلن جمهورية كندا في جزيرة نايفي. في بقية كندا، اتجاه للقبول بمبداء الحكومة المسؤولة من دون ثورة. نيو برونسويك ونوفا سكوشيا يقبلون بقارات الملك.                                                                                                   |
| 1838    | 14 يناير: مانزي يترك جزيرة نايفي. مناوشات مختلفة بين الثوار والحكام. نوفمبر: انتفاضة في كندا السفلى. معركة وندسور لمحاولة نشر مبادئ الحكم في كندا. شنف العديد من رجال الثورة في أنحاء مختلفة من كندا. العفو عن المتمردين. وصول عدد سكان كندا، نوفا سكوشيا، نيوفنلند وجزيرة الأمير ادوارد إلى 1,282,000 نسمة. |
| 1839    | وصول خاكم الكنديتين والاتفاق على توزيع الارباح بين كندا العليا والسفلى بنسب 2 إلى 3. حرب اروستوك بين نيو برونسويك وماين. |
| 1840    | 23 يوليو: تعلن الملكة فكتوريا قانون الاتحاد الذي يدمج كندا العليا والسفلى معا ليؤسس لمقاطعو كندا. |
| 1841    | 13 يوليو: اجتماع أول برلمان كندي في كينغستون. |
| 1842    | معاهدة وبستى-اشبورتون التي تنهي النزاع وتحدد الحدود بين ماين ونيوبرونسويك. 16 أكتوبر: إنشاء جامعة كوينز في كينغستون. بدء أول خط سكة حديدي في نوفا سكوشيا. |
| 1843    | بناء حصن فورت فكتوريا لتثبيث ملكية جزيرة فكتوريا للبريطانيين. بدء مسح الحدود بين كندا واميركا. |
| 1844    | 10 مايو: انتقال مقر الحكومة من كينغستون إلى مونتريال. |
| 1846    | الاتفاق على الحدودو بين اميركا والبريطانيين في منطقة كولومبيا. مجاعة البطاطا في أيرلندا تغير طبيعة المهاجرين الأيرلنديين من من برتيستانت مرموقين واثرياء إلى كاثوليكيين فقراء. |
| 1848    | إنشاء "الحكومة المسؤولة" في الكنديتين ونوفا سكوشيا. تأليف وزارة روبيرت بالدوين ولويس ثيبوليت لافونتين العظيمة التي تعتير أول حكومة كندية حقيقية. إنشاء خط تيليغراف بين نوفا سكوشيا ونيو برونسويك. ص |
| 1849    | 7 أبريل: حريق ضخم يحاصر تورونتو. 25 أبريل: قانون خسائر المتمردين يشعل غضب المحافظين فيقمون بالعديد من اعمال الشغب ومنها حرق مبنى البرلمان في مونتريال. انتقال البرلمان إلى مدينة كيبيك وتورنتو. 17 سبتمبر: شغب ستوني مانداي. 11 أكتوبر: نشر اعلان مانيفستو مونتريال للضم الذي يطالب ضم كندا السفلى إلى الولايات المتحدة الاميركية. افتتاح قناة وهيرنوا جنوبي مونتريال. تمديد حدود 49 المتوازي إلى المحيط الأطلسي مما يقسم بوينت روبرت. بدء ثورة المحكمة التي قام بها ميتي التهر الأحمر. |
| 1851    | 7 أبريل: طبع أول طابع بريدي كندي. 25 أبريل: تتبع جزيرة الأمير ادوار نظام الحكومة المسؤولة. 30 أغسطس: أول اجتماع لمجلس جزيرة فانكوفر التشريعي. تعطي المملكة المتحدة حق إدارة النظام البريدي إلى كندا. |
| 1852    | 8 يوليو: حريق ضخم في مونتريال يلتهم 11,000 منزل. أكتوبر: يطبع بنك مونتريال عملة ورقية. |
| 1884    | 27 يناير: افتتاح حط سكة حديد الغرب الكبير والذي يصل تورونتو وهاميلتون ووندسور. 6 يونيو: توقبع افاقية المعاملة بالمثل مع الولايات المتحدة. |
| 1854    | تسمية مدينة بايتون إلى اوتاوا. انهاء اعنال تشييد جسر فوق نهر نياجارا. |
| 1856    | 31 ديسمبر: اختيار اوتاوا عاصمة لكندا وتسميها الملكة فكتوريا: "عاصمة مقاطعة كندا". |
| 1858    | بدء جنون ذهب فرايسور كانيون مما انشا مستعمرة بريتش كولومبيا وبدء حرب فراسور كانيون. تدفق عدد ضخم من المهاجرين من كاليفورنيا إلى بريتش كولومبيا بحثا عن الذهب. . هجرة600 اميريكي اسود إلى بريتش كولومبيا بدعوة من الحاكم وإلغاء العبودية بها. نشوء جزر تورنتو بعد عاصفة قوية. |
| 1861    | بدء الحرب الاهلية في الولايات المتحدة. 13 مايو: تعلن المملكة المتحدة حيادها في الحرب الاهلية. تعيين فايسكونت مونك حاكم لمقاطعة كندا. بدء جنون ذهب كاريبو في كولومبيا البريطانية. |
| 1862    | 7 أبريل: توقيع معاهدة نبذ العبودية بين الولايات المتحدة والمملكة المتحدة. 20 ماية: منح حرية التجارة بين المقاطعات. الجدري يكتسح فورت فكتوريا ويقتل 200,000 هندي. تأسيس قرية متلاكالتا من قبل ويليام دانكن واتباعه من الهنود الذين اعتنقوا المسيحية والعادات الأوروبية. بدء حفر طريق كاريبو لربط مناجم الذهب بمدينة باركرفيلد. |
| 1864    | 30 يونيو: حكومة التحالف الكبير بين ماكدونالد وكارتييه. 1 سبتمبر: انعقاد مؤتمر تشارلوتاون والذي يعتبر الخطوة الأولى نحو الاتحاد الكندي. 10 أكتوبر: مؤتمر كيبيك الذي حدد 72 قرار لقانون شمالي أمريكا البريطاني. |
| 1865    | 20 فبراير: يصوت مجلس الكنديتين على طلب يشجع على الاتحاد. 7 مارس: نيو بونسويك ترقض طلب الاتحاد. 20 أكتوبر: اعلان اوتاوا مركز الحكومة. |
| 1866    | 2 يونيو: غزو الأيرلنديين لكندا وحصول معركة ريدجواي. 6 أغسطس: اتحاد مستعمرات جزيرة فانكوفر مع مستعمرة كولومبيا البريطانية. 4 ديسمبر: انعقاد مؤتمر لندن. |

## فترة الاتحاد
| التاريخ | الحدث |
| ------- | --- |
| 1867    | 29 مارس: توافق الملكة فكتوريا على قانون شمالي اميركا البريطانية 1867 والذي يعتبر أساس الدستور الكندي. 1 يوليو: اتحاد مقاطعة كندا، نوفا سكوشيا ونيو برونسويك ضمن سلطان كندا. يصبح سير جون ناكدونالد أول رئيس وزراء لسلطان كندا.20 سبتمبر: الانتخابات تظهر أول حكومة محافظة كندية برئاسة ماكدونالد. 6 نوفمبر: اجتماع أول برلمان كندي.                                                              |
| 1868    | 7 أبريل: اغتيال توماس دارسي ماكغي الذي يعتبر أبو الاتحاد الكندي. توفق شركة هدسون باي على تسليم اراضي روبرت والقاطعات الشمالية الغربية لكندا. الموافقة على قانون إنشاء الجبش الكندي. |
| 1871    | 2 أبريل: اجراء أول إحصاء سكاني كندي يظهر تعداد كندا وصل إلى نسمة3,689,257. 8 مايو: معاهدة واشنطن تحدد حقوق الصيد في البحيرات الكبرى والتجارة مع الولايات المتحدة. كولومبيا زالبريطانية تلحق بالاتحاد. 25 يوليو: عقد اتفاقية 1 مع سكان كندا الاصليين. 17 أغسطس: عقد اتفاقية 2 مع سكان كندا الاصليين. 11 نوفمبر: اخر جندي بريطاني يترك كندا. البرلمان يوافق على استعمال النظام المئوي.             |
| 1872    | تحركات عمالية لجعل يوم العمل تسع ساعات فقط. السماح بإنشاء الاتحادات العمالية. 15 أكتوبر: تأسيس شركة سكك حديد الباسيفيكية. صدور قانون الاراضي الذي يشجع عملية الاستيطان في المناطق الغربية المغرفة بمنطقة البريري. اصدار قانون في كولومبيا البريطانية يحرم التصويت على السكان الاصليين والآسيويين. تحديد خطوط اخر الحدود بين كندا وأمريكا.                                                        |
| 1873    | تحطم سفينة التايتنك امام سواحل نوفا سكوشيا. 2 أبريل: فضيحة الباسيفيك. 23 مايو: إنشاء شرطة شمال غرب الممتطية (ماونتي) لحماية المناطق الشمال غربية التي كانت تضم البرتا وساسكاتشوان. 1 يونيو: حدوث مجزرة سيبرس هيل. 1 يوليو: انضمام جزيرة الأمير ادوار إلى الاتحاد. 23 سبتمبر: تأسيس اتحاد عمال كندا. 7 نوفمبر: استقالة ماكدونالد بعد فضيحة الباسفيك وتعيين ماكنزي رئيس جديد. تشريع وينيبغ كمدينة. |
| 1874    | اصدار قانون انتخابي يفرض الاقتراع السري. انابابتيست (مينونايت روس) يصلون إلى مانيتوبا. تمدد الحكومة الليبرالية حدود اونتاريو. إلا أن الحكومة المحافظة تعكس القرار عندما تستلم الحكم. |
| 1874    | 5 أبريل: إنشاء الحكمة العليا الكندية. تعيين حاكم للمناطق الشمالية الغربية منفصل عن حاكم مانيتوبا. |
| 1876    | 10 أغسطس: أول خط تليفون بعيد المدى ينشئه بيل بين مكان سكنه ومحل في مدينة باريس (اونتاريو). اصدار قانون الهنود الذي يحدد حقوق الهنود الذين يعيشون في المحميات والذي يمنعهم من الانتخاب ويحلهم من دفع الضرائب. |
| 1880    | 24 يونيو: ظهور نشيد كندا لاول مرة. 9 اتوبر: تعطي المملكة المتحدة حق تملك الجزر القطبية إلى كندا. تأسيس بيل كندا. |
| 1881    | وصل تعداد كندا إلى 4,324,810 نسمة. توسيع حدود مانيتوبا في جميع الاتجاهات. اونتاريو تعترض التسعات الشرقية. |
| 1882    | إنشاء مقاطعات الأقاليم الشمالية الغربية ما بين كولومبيا البريطانية ومانيتوبا: اسينيبويا، البرتا، ساسكاتشوان ومقاطعة اتاباسكا. 30 ديسمبر: إنشاء الجمعية الملكية للعلوم. جون واير، راعي بقر من تكساس، ينتقل إلى البرتا ويحصر معه البقر ورياضة الروديو. تأسيس اتحاد الروكبي الكندي. |
| 1884    | يصدر البرلمان الكندي قانون تطور الهود الذي ينظم انتخاب زعماء القبائل. يعرض الموهوكالقانون مفضلين اتباع تقاليدهم. |
| 1885    | 26 مرس: معركة بين الشرطة والميتي. ثورة الشمال الغربي بين القوات الكندية والميتي: .24 أبريل: معركة فيش كريك ل. 2 مايو: معركة كت نايف. معركة فرنشمان بوت. معركة لوون لايك. 2 يوليو: اعتقال بيغ بير. إنشاء الحديقة الوطنية في بانف. |
| 1886    | 6 يونيو: افتتاح مبنى البرلمان في اوتاوا. |
| 1897    | بدء جنون الذهب في كلوندايك، يوكان. 961,000 شخص دخلوا كندا عبر الجزر البريطانية، 594,000 من أوروبا و 784,000 من الولايات المتحدة الاميركية. |
| 1989    | 13 يونيو: فصل يوكان عن المناطق الشمالية الغربية. يصدر البرلمان الكندي قرار توسيع كيبيك. |
| 1899    | 20 يناير: وصول 2000 شخص من دوكهوبور الروس إلى هاليفاكس. 21 يونيو: معاهدة 8 تعطي معظم شمالي البرتا إلى الحكومة الفدرالية. 30 أكتوبر: وصول أول فرقة عسكرية كندية تشارك في حروب خارجية إلى جنوب افريفية للمساهمة بحرب البور. |
| 1905    | 1 سبتمبر: صدور قانون الحكم الذاتي الذي اوجد البرتا وساسكاتشوان. |
| 1909    | 11 يناير: توقيع معاهدة الحدود المائية مع الولايات المتحدة. 23 فبراير: أول رحلة طيران كندية. |
| 1912    | 1 فبراير:صدور قانون توسعة كيبيك. 14 مايو: توسعة مانيتوبا واونتاريو وكيبيك من ناخية الشمال. صدور فرار رقم 17 الذي يوقف تعليم اللغة الفرنسية في مدارس اونتاريو. |

## فترة الحربين العالميتين
| التاريخ | الحدث |
| ------- | --- |
| 1914    | بدء الحرب العالمية الأولى، وكندا تشارك إلى جانب البريطانيين. صدور قانون الحرب الذي يوقف العمل بالحقوق المدنية. 3 أكتوبر: 33,000 جندي كندي يغادرون إلى الحرب في أوروبا. الحرب تخفض نسبة الهجرة إلى كندا. |
| 1917    | مركة باشيندايل. أغسطس: تصدر الحكومة قانون التجنيد الإجباري. 20 سبتمبر: إصدار قانون يحق لأقارب المجندين النساء بالتصويت. 6 ديسمبر: انفجار هاليفاكس. إدراج ضرائب على الدخل مؤقتا من اجل المجهود الحربي. |
| 1918    | 24 مايو: سمح لجميع النساء اللائي تزيد اعمارهن عن 21 سنة بالتصويت. سبتمبر: وصول القوات الكندية إلى روسيا دعما للروس البيض ضد الثورة البلشفية. 11 نوفمبر: انتهاء الحرب العالمية الأولى. أكثر من 600,000 كندي حاربوا في أوروبا. 70,000 منهم قتلوا و 173,000 جريحوا. اصدار قانون الإحصاء. كندا تحصل على حق المشاركة في محادثات مؤتمر فرساي للسلام وعصبة الأمم رغم اعتراض الولايات المتحدة وفرنسا وبريطانيا. |
| 1919    | 19 يناير: تخوض القوات الكندية معركة شينكورسك خلال الثورة الروسية. 15 مايو: إضراب وينيبغ العام. 22 مايو: يوافق مجلس العموم على قانون نيكل. يونيو: تأسيس سكك كندا الوطنية بدمج الشركات المختلفة التي منيت بخسائر. انتشار الانفلونزا في البرتا. توقع كندا على معاهدة فرساي التي انهت الحرب العالمية الأولى. |
| 1920    | 10 يناير: كندا تصبح من مؤسسي عصبة الامم. 26 فبراير: تعديل قانون الهنود ليسمح لهم بالانتخاب. 1 يوليو: اصدار قانون الانتخابات الذي ثبت حق المرأة في الانتخاب. 17 اوكتوبر: أول طائرة كندية تقطع عبر البلاد وتصل إلى ريتشموند بعد اقلاعها من هاليفاكس. |
| 1921    | 27 يوليو: الكندي فريدريك بانتنغ والاميريكي تشارلز بست يكتشفان الإنسولين. |
| 1922    | يرفض رئيس الوزراء ماكينزي كينغ المشاركة في أزمة تشاناك وهي دلالة على استقلالية القرار الكندي. فرنسا تهدي كندا المناطق المحيطة بفيمي ريدج امتنانا لمساعدات كندا في الحرب الغالمية. |
| 1923    | 1 يناير: بدء العمل بوزارة الدفاع لاول مرة. 2 مارس: توقع كندا على اتفاقية هاليبوت مع الولايات المتحدة لاميركية وهي أول معاهدة توقعها من دون تدخل انكلترا. 1 يوليو: اصدار قانون الهجرة الصينية الذي يمنع هجرة الصينيين ما عدا رجال الاعمال والديبلوماسيي والطلبة والحالات الخاصة. اصدار قانون يحرم الماريجوانا في كندا. |
| 1924    | 26 يناير: اصدار امر برفع علم كندا القديم على مباني كندا الحكومية في الخارج.1 أبريل: تأسيس القور الجوية الكندية. |
| 1929    | انهيار سوق الاسهم في نيويورك. |
| 1936    | 11 ديسمبر: الملك ادوارد الثامن يتنازل عن العرش. بدء الحرب الأسبانية ومشاركة 1135 جندي كندي مع الكتائب العالمية للقوات الجمهورية |
| 1939    | 10 سبتمبر: تعلن كندا الحرب على ألمانيا بعد اسبوع من اعلان انكلترا الحرب. 16 سبتمبر: تبداء البحرية الكندية إرسال القوات إلى جبهات الحرب.1 17 ديسمبر: وصول أول فرقة مشاة كندية إلى اسكتلندة في طريقها إلى الجبهات. كندا توسع نشاطها الديبلوماسي بإنشاء قنصليات في أستراليا وأيرلندا ونيوزيلندا وجنوب أفريقيا. |
| 1940    | 28 مايو: تضع البحرية الكندية سبع مدمرات في القناة الإنكليزية. 5 يونيو: تعلن كندا ان احزاب النازية والفاشية والشيوعية هي احزاب ممنوعة وتلقي القبض على زعمائها. 10 يونيو: تعلن كندا الحري على إيطاليا. 21 يونيو: اعلان قانة ن التجنيد الإجباري للدفاع عن الوطن. 1 اعسطس: 80 طيار كندي يشاركون في معركة بريطانيا. 7 اصدار قانون التامين ضد البطالة. 18 أغسطس: توقيع معاهدة اودغينسبورغ بين كندا والولايات المتحدة. 5 سبتمبر: بريطانيا تقدم جميع قواعدها العسكرية في اميركا الشمالية إلى الولايات المتحدة مقابل 50 مدمرة. |
| 1941    | 4 مارس: الطلب من جميع اليابانيين التسجيل عند الحكومة. 7 ديسمبر: تعلن كندا الحرب على اليابان ورومانيا والمجر وفنلندا. 8 ديسمبر: الحكومة الكندية تغلق المدارس والصحف اليابانية وتحجز كل السفن والقوالاب اليابانية. 8 ديسمبر: مقتل عدد كبير من القوات الكندية في معركة هونغ كونغ. |
| 1942    | 27 أبريل: اجراء استفتاء شعبي حول التجنيد الإجباري. الناطقون بالانكليزيه صوت له فيما عارضه الناطقون بالفرنسية. 189 أغسطس: قيام القوات الكندية بغزوة دييبي ضد الألمان في شمال فرنسا. القوات الألمانية تغرق كاريبو سفينة الركاب الكندية. |
| 1943    | يوليو: القوات الكندية تشارك بغزو جزيرة صقلية. 20 ديسمبر: معركة أورتونا في إيطاليا. |
| 1944    | كتيبة المشاة الكندية الثالثة تشارك في غزو نورماندي. تفعيل الجيش الكندي الأول في النورماندي ليصبح أكبر وحدة عسكرية تؤتمر من الكنديين. 17 ديسمبر: يحرر الجيش الكندي الأول منطقة فالايسي. بدء معارك شيلد ايستواري. |
| 1945    | 8 فبراير: بدء عملية فيريتابل في هولندة. 8 مايو: احتفالات النصر بعد قبول قوات الحلفاء استسلام قوات المحور. 26 يونيو: كندا تصبع عضوا مؤسسا للامم المتحدة. 15 أغسطس: اعلان الانتصار على اليابان ونهاية الحرب العالمية الثانية باستسلام اليابان. بانتهاء الحرب العالمية، تكون قد شاركت كندا بمليون مقاتل قتل منهم 42000 قتيل. تشهد كندا أول فلئض تجاري مع الولايات المتحدة. |

## فترة كندا الحديثة
| التاريخ | الحدث |
| ------- | ----- |

|-
|-
| سنة
| مثال